# L'Oiseau bleu de Bonis
L'Oiseau bleu, op. 74, est une œuvre de la compositrice Mel Bonis, datant de 1905.

## Composition
Mel Bonis compose son Oiseau bleu pour duo ou chœur pour soprano et contralto avec accompagnement de piano sur un poème d'Amédée-Louis Hettich. Le manuscrit ne comporte pas de date, mais l'œuvre a été publiée en 1905 aux éditions Hamelle. Elle est rééditée en 2005 et en 2014 par les éditions Armiane.

## Analyse
L'Oiseau bleu est la dernière mélodie de Mel Bonis sur un texte d'Amédée-Louis Hettich. L'œuvre, selon Christine Géliot, mériterait d'être interprétée par un chœur d'enfant.

## Sources
- Étienne Jardin, Mel Bonis (1858-1937) : parcours d'une compositrice de la Belle Époque, 2020 (ISBN 978-2-330-13313-9 et 2-330-13313-8, OCLC 1153996478, lire en ligne)